# 5886 Rutger
5886 Rutger eller 1975 LR är en asteroid i huvudbältet som upptäcktes den 13 juni 1975 av Félix Aguilar-observatoriet. Den är uppkallad efter amerikanen Lyle Lee Rutger.
Asteroiden har en diameter på ungefär 17 kilometer och den tillhör asteroidgruppen Eos.